# Skróty i skrótowce używane w NATO – Z
- ZA
  - Zambia - Zambia
  - South Africa - Południowa Afryka
  - Area of Action - obszar działań
- ZAF - South Africa - Południowa Afryka
- ZAR
  - CECLANT Routine Activity Area - Obszar Rutynowych Działań CECLANT
  - Zaire - Zair

- ZDA - Air Defence Area - rejon obrony przeciwlotniczej

- ZI - Zimbabwe - Zimbabwe

- ZK - Czech Republic - Republika Czeska

- ZM - Zambia - Zambia
- ZMB - Zambia - Zambia

- ZR - Zaire - Zair
- ZRR
  - Area of Intelligence Responsibility - obszar odpowiedzialności wywiadowczej
  - Intelligence Area of Responsibility - obszar odpowiedzialności za prowadzenie wywiadu

- ZULU - Standard Time - czas Greenwich

- ZSNF - French National Safety Area - Francuski Narodowy Obszar Bezpieczeństwa

- ZTL - Weapon Free Zone - strefa wolna od broni

- ZW - Zimbabwe - Zimbabwe
- ZWE - Zimbabwe - Zimbabwe